# Acraea burni
Acraea burni är en fjärilsart som beskrevs av Butler 1896. Acraea burni ingår i släktet Acraea och familjen praktfjärilar. Inga underarter finns listade i Catalogue of Life.